# Stig Olin
Stig Olin, Stig Högberg (Stockholm, 1920. szeptember 11. – 2008. június 28.) svéd színész, rendező, dalszövegíró és énekes. Lena Olin színésznő édesapja.

## Karrierje
Olin színészi karrierjének elején korai Ingmar Bergman filmekben játszott: Válság (1946) - Bergman első nagyjátékfilmje -, Kikötőváros (1948), Börtön (1949), A boldogság felé (1950) és Nyári közjáték (1951).
Szintén nagy sikert aratott a Klasskamrater (1952) című filmben Sickan Carlsson oldalán, késői emlékezetes alakításai között van még az öreg Krumpli Algot megformálása a Hans Alfredson rendezte Jim och piraterna Blom című komédiában. 
Olin maga is rendezett néhány filmet, de legnagyobb sikereit a színházi rendezőként érte el, főleg az '50-es, '60-as és '70-es években sikeres komédiáival és musicaljeivel. 1970-ben a Svéd Rádió programigazgatójának választották. 
2008. június 28-án, 87 éves korában hunyt el.

## Fordítás
- Ez a szócikk részben vagy egészben  a   Stig_Olin című angol Wikipédia-szócikk fordításán alapul.  Az eredeti cikk szerkesztőit annak laptörténete sorolja fel. Ez a jelzés csupán a megfogalmazás eredetét és a szerzői jogokat jelzi, nem szolgál a cikkben szereplő információk forrásmegjelöléseként.